# Otto Lindblad
Otto Jonas Lindblad (ur. 31 marca 1809 w Karlstorp, zm. 26 stycznia 1864 w Norra Mellby) – szwedzki kompozytor i dyrygent.

## Życiorys
Kształcił się w zakresie gry na skrzypcach i śpiewu zespołowego w szkole przykatedralnej w Växjö, następnie w latach 1832–1836 był uczniem Mathiasa Lundholma w Lund. W 1841 roku przebywał w Hamburgu, gdzie pobierał naukę u Karla Augusta Krebsa. W 1844 roku ukończył studia teologiczne na uniwersytecie w Lund, w okresie studiów dyrygował 100-osobowym chórem męskim Studenten-sångföreningen. Założył kwartet męski, z którym w 1846 roku koncertował w różnych miastach szwedzkich. W 1847 roku osiadł w Norra Mellby, gdzie pracował jako urzędnik parafialny i prowadził dwa chóry kościelne. W 1857 roku został przyjęty na członka Królewskiej Akademii Muzycznej w Sztokholmie.
Skomponował kilkadziesiąt pieśni na chór męski a cappella. Nawiązywał w nich do niemieckich pieśni w stylu Liedertafel. Pisał też tańce na skrzypce i fortepian. Jego pieśń Ur svenska hjärtans djup en gång została przyjęta jako hymn królewski Szwecji.
18 października 1855 w Lund poślubił pianistkę Emmę Mathildę Eugenię Andersson (1834–1910). Para miała córkę, która zmarła ok. rok po narodzinach.